# Audrey Stone
Audrey Stone (* um 1930, verheiratete Audrey Dance) ist eine englische Badmintonspielerin.

## Karriere
Audrey Stone war in ihrer sportlichen Karriere insbesondere bei den French Open erfolgreich. Dort gewann sie von 1948 bis 1952 in jedem Jahr wenigstens einen Titel. Acht Jahre nach ihrem letzten Erfolg in Serie war sie noch einmal bei den dortigen Titelkämpfen erfolgreich.

## Sportliche Erfolge
| Saison | Veranstaltung                 | Disziplin   | Platz | Name                              |
| ------ | ----------------------------- | ----------- | ----- | --------------------------------- |
| 1948   | French Open                   | Damendoppel | 1     | Mavis Henderson / Audrey Stone    |
| 1948   | French Open                   | Dameneinzel | 2     | Audrey Stone                      |
| 1949   | French Open                   | Damendoppel | 1     | Mavis Henderson / Audrey Stone    |
| 1949   | West Sussex Championships     | Damendoppel | 1     | Audrey Stone / Betty Uber         |
| 1950   | French Open                   | Mixed       | 1     | David Choong / Audrey Stone       |
| 1951   | French Open                   | Damendoppel | 1     | Queenie Webber / Audrey Stone     |
| 1952   | French Open                   | Dameneinzel | 1     | Audrey Stone                      |
| 1952   | French Open                   | Damendoppel | 1     | Mavis Henderson / Audrey Stone    |
| 1954   | English Invitation Tournament | Dameneinzel | 1     | Audrey Stone                      |
| 1954   | English Invitation Tournament | Damendoppel | 1     | Audrey Stone / Elisabeth Nicholls |
| 1954   | English Invitation Tournament | Mixed       | 1     | John R. Best / Audrey Stone       |
| 1958   | Middlesex Championships       | Mixed       | 1     | John Best / Audrey Stone          |
| 1960   | French Open                   | Damendoppel | 1     | Audrey Stone / Ursula Smith       |
| 1967   | All England Seniors           | Mixed       | 1     | Warwick Shute / Audrey Stone      |